# Joseph Hollman
Répertoire
Concerto pour violoncelle no 2 en ré mineur de Saint-Saëns (dédicataire)
Joseph Corneille Hubert Hollman (né le 16 octobre 1852 à Maastricht et décédé le 1er janvier 1927 à Paris 16e) est un  violoncelliste et compositeur néerlandais.

## Biographie
À l'âge de 14 ans, Joseph Hollman, fils du marchand Charles Louis Hubert Hollman et de son épouse Maria Elisabeth Hubertina Theodora Rutten, est entré dans la classe de violoncelle d'Adrien-François Servais puis d'Isidore Deswert au Conservatoire de Bruxelles. De plus, il suit des cours de composition avec François-Joseph Fétis et Charles Bosselet. En 1870, à l'âge de 18 ans, Hollman a obtenu un premier prix du conservatoire de Bruxelles. Il a poursuivi ses études de violoncelle auprès de Léon Jacquard (1826-1886) à Paris et de Karl Davidov à Saint-Pétersbourg. Au début des années 1880, il joue dans l'orchestre du théâtre de Meiningen. En 1887, il s'installe à Paris en tant que soliste, où il devient l'un des violoncellistes les plus importants de son temps.
Joseph Hollman a fait des tournées dans la plupart des pays européens et aux États-Unis. En 1923, il se rend d'abord en Chine, puis au Japon. 
Camille Saint-Saëns, qui avait joué en duo avec Hollmann à Londres, lui a dédié en 1902 son Deuxième Concerto pour violoncelle en ré mineur, op. 119. Il a aussi dédié La Muse et le Poète op. 132, à Hollman et Eugène Ysaÿe.

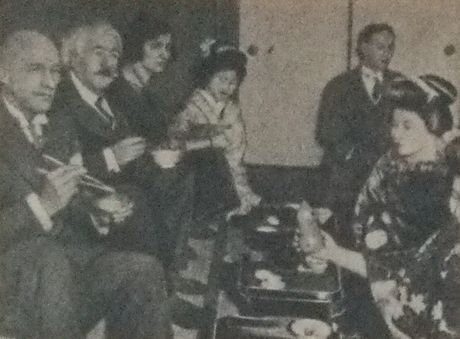
Hollman (2e à gauche) au Japon.

Joseph Hollman est mort à Paris en 1927, mais a été enterré au cimetière de sa ville natale, Maastricht.

## Honneurs
Hollman a reçu de nombreux prix. Le roi néerlandais Guillaume III l'a nommé musicien de chambre de la cour et officier de l'Ordre de la Couronne de chêne. Un an plus tard, il a reçu la Légion d'honneur en France. Il a été fait chevalier de la Couronne de Mecklembourg-Strelitz. L'empereur du Japon l'a fait officier de l'Ordre du Soleil levant.
Une plaque commémorative a été placée sur sa maison natale (Spilstraat 4). Le Bonnefantenmuseum a un portrait peint de lui. Il y a un portrait en buste à la mairie de Maastricht. Une rue porte son nom dans le quartier de Maastricht de Bruxelles.

## Compositions
En tant que compositeur, Hollman a écrit plusieurs œuvres pour son instrument, dont trois concertos pour violoncelle, de la musique de chambre pour violoncelle et des fantaisies.
- Pièces. Pour violoncelle et piano. no 1: Romance. Paris, 1884.
- Pièces. Pour violoncelle et piano. no 3: Rêverie. Paris, 1884.
- Carmen fantaisie, ca 1885.
- Chanson d'amour. Bruxelles, 1886 (dédié à Christine Nilsson).
- Six morceaux. Pour le violoncelle avec accompagnement de piano, 1892.
- Deuxième mazurka. Pour le violoncelle avec accompagnement de piano. ≈, New York, 1894 (dédié à la reine Wilhelmine).
- Souvenir de Berck. Valse. Pour violoncelle et piano. Paris, 1910 (dédié à Ch. Dequeker).
- Quand vous me montrez une rose. Romance sur des vers de François Coppée. Pour chant et piano avec accompagnement de violoncelle obligato. Durand, Paris, 1910 (dédié à J. Piédallu).
- Deux (ou trois ?) Concerti pour violoncelle[2].
- Suite pour violoncelle et orchestre.